# Figlio di un re
Figlio di un re è  un singolo di Cesare Cremonini pubblicato il 23 gennaio 2009, terzo estratto dall'album Il primo bacio sulla Luna.

## Descrizione
Figlio di un re fa seguito ai singoli Dicono di me e Le sei e ventisei; al termine della prima settimana di rotazione radiofonica si classificò come migliore new entry di Nielsen Music Control, entrando direttamente alla ventinovesima posizione.
A febbraio 2009, al termine della sua seconda settimana di diffusione, entrò nella Top 10 dei brani più programmati dalle radio italiane.
Il testo del brano, composto dallo stesso Cremonini, è ispirato ai temi trattati nell'album di Bob Dylan Blood on the Tracks, mentre le musiche, in cui figurano una tessitura di chitarra ritmica e assoli di tromba e organo Hammond B3, sono un omaggio al jazz, sia classico che latino.
Il brano mette in evidenza la capacità dell'irruzione improvvisa dell'amore di far passare in secondo piano le diverse estrazioni culturali e sociali degli esseri umani.